# Skautafélag Akureyrar
Le Skautafélag Akureyrar est un club de hockey sur glace de Akureyri en Islande. Il évolue dans le Championnat d'Islande de hockey sur glace.

## Historique
A compléter

## Palmarès
- Vainqueur de l'Islandsmot Meistaraflokks: 1992, 1993, 1994, 1995, 1996, 1997, 1998, 2001, 2005.